# Diaphana hiemalis
Diaphana hiemalis är en snäckart som först beskrevs av Couthouy 1839.  Diaphana hiemalis ingår i släktet Diaphana och familjen Diaphanidae. Inga underarter finns listade i Catalogue of Life.